# لوری سیتی (میزوری)
لوری سیتی (به انگلیسی: Lowry City) یک شهر در ایالات متحده آمریکا است که در شهرستان سنت کلیر، میزوری واقع شده‌است. لوری سیتی ۲٫۶۹ کیلومتر مربع مساحت و ۶۴۰ نفر جمعیت دارد و ۲۶۶ متر بالاتر از سطح دریا واقع شده‌است.